# Madrella aurantiaca
Madrella aurantiaca Vayssière, 1902 è un mollusco nudibranchio della famiglia Madrellidae.